# 고고데이
고고데이(본명: 조원국, 1992년 6월 29일 ~)는 대한민국의 가수, 작곡가다.

## 방송
- 슈퍼스타K 7 - TOP26

## 음반
- 오후 5시- Single (2020)
- 종이비행기 - Single (2020)